# Kambodża na Mistrzostwach Świata w Lekkoatletyce 2011
Kambodża na Mistrzostwach Świata w Lekkoatletyce 2011 reprezentowana była przez jedną zawodniczkę.

## Występy reprezentantów Kambodży

### Kobiety

#### Konkurencje biegowe
| Konkurencja   | Zawodnik   | Runda 1  | Runda 1 | Runda 2    | Runda 2 | Półfinał | Półfinał | Finał    | Finał   |
| Konkurencja   | Zawodnik   | Rezultat | Pozycja | Rezultat   | Pozycja | Rezultat | Pozycja  | Rezultat | Pozycja |
| ------------- | ---------- | -------- | ------- | ---------- | ------- | -------- | -------- | -------- | ------- |
| Bieg na 200 m | Chan Seyha |          |         | 36,34 (PB) | 37      |          |          |          |         |